# Храм Ваведења Пресвете Богородице у Осјечанима Доњим
Храм Ваведења Пресвете Богородице у Осјечанима Доњим је храм Српске православне цркве који припада Епархији зворничко-тузланској. Налази се у селу Осјечани Доњи, Добој, Република Српска, Босна и Херцеговина.
Храм је освештан 1. октобра 1881. године. Звоник је накнадно дозидан 1927. године и том приликом на звоник су подигнута три звона. Током своје историје храм је неколико пута обнављан. Прва обнова уследила је 1973. када је обновљен ентеријер храма. Друга обнова храма извршена је поводом прославе стогодишњице храма 1981. године. Године 1998. због појаве пукотина на зидовима храма ојачана је конструкција храма. Године 2001. постављен је нови иконостас.
Црква је значајније обнављања 1981. године и 2019. године када је започет и фрескопис и изграђен је параклис.

## Филијални храмови
Филијални храм Осјечанске парохије је
- Храм Светог Василија Острошког у Осјечанима Горњим[4]